# Podunajské Biskupice
Podunajské Biskupice (allemand : Bischdorf , hongrois : Pozsonypüspöki) est un quartier de la ville de Pozsony.

## Histoire
Première mention écrite du quartier en 1314.

## Démographie

### Évolution de la population
| Année:               | 1994.  | 2004.   | 2014.   | 2024.   |
| -------------------- | ------ | ------- | ------- | ------- |
| Nombre de personnes: | 20 764 | 19 860  | 21 528  | 23 091  |
| Différence:          |        | -4,35 % | +8,39 % | +7,26 % |

| Année:               | 2023.  | 2024.   |
| -------------------- | ------ | ------- |
| Nombre de personnes: | 23 276 | 23 091  |
| Différence:          |        | -0,79 % |

## Politique
| Nom               | Parti politique      | date de l'élection | Fin du mandat |
| ----------------- | -------------------- | ------------------ | ------------- |
| Alžbeta Ožvaldová | Candidat indépendant | 02.12.2006         | Déc. 2010     |